# Urriés
Urriés község Spanyolországban,  Zaragoza tartományban. Urriés Sos del Rey Católico, Navardún, Undués de Lerda, Sigüés és Los Pintanos községekkel határos. Lakosainak száma 49 fő (2024).

## Népesség
A település népessége az utóbbi években az alábbiak szerint változott:
| Lakosok száma | 67   | 59   | 47   | 39   | 36   | 37   | 38   | 39   | 49   | 49   |
|               | 2001 | 2004 | 2007 | 2009 | 2011 | 2015 | 2017 | 2019 | 2022 | 2024 |